# Tyla
Tyla Laura Seethal (Johannesburg, 30 januari 2002), beter bekend als Tyla, is een Zuid-Afrikaanse zangeres en songwriter. Haar muziekstijl wordt gekenmerkt door een mix van pop en amapiano. 
Tyla, geboren en getogen in Johannesburg, tekende in 2021 bij Epic Records na het binnenlandse succes van haar debuutsingle uit 2019, Getting Late. 
Ze brak internationaal door met de release van haar single Water uit 2023, die in meerdere landen in de top 10 terechtkwam, waaronder haar geboorteland Zuid-Afrika, het Verenigd Koninkrijk en de Verenigde Staten. Water was het eerste nummer van een Zuid-Afrikaanse artiest dat in 55 jaar tijd de Amerikaanse Billboard Hot 100 bereikte. Het nummer won ook de nieuwe Grammy Award voor beste Afrikaanse opname. 
De single ging vooraf aan haar titelloze debuutalbum (2024), dat lovende kritieken kreeg en matig commercieel succes was. Het album bereikte de top 25 in meerdere landen, waaronder de Verenigde Staten. Later dat jaar werkte de zangeres ook nog samen met Travis Scott en de Thaise rapster Lisa. 
Tyla is de jongste Afrikaanse artiest ooit die een Grammy Award wint. Naast de Grammy kreeg ze ook nog een MTV Video Music Award, twee BET Awards, drie MTV Europe Music Awards en vier South African Music Awards. 

## Tournees
- Tyla Tour (2024)